# セルゲイ・アレクサンドロヴィチ
セルゲイ・アレクサンドロヴィチ（ロシア語: Сергей Александрович, ラテン文字転写: Sergei Alexandrovich, 1857年5月11日 - 1905年2月17日）はロシアの皇族、陸軍軍人、政治家。アレクサンドル2世の五男で、ロシア大公。国家評議員（1894年 - 1905年）、モスクワ総督（1891年 - 1905年）などの役職を歴任。ドミトリー大公の伯父で育ての親でもある。

## 生涯
アレクサンドル2世とマリア・アレクサンドロヴナの五男としてツァールスコエ・セローに生まれる。
セルゲイの幼少期は、弟パーヴェルや姉と共に、クリミアにある一家の保養地リヴァディア、ツァールスコエ・セロー、サンクトペテルブルクの冬宮殿で過ごした。セルゲイの母マリアの健康状態が悪化し、ロシアの厳しい冬を避けなければならなくなると、一家はダルムシュタット郊外のユーゲンハイムや南フランスで冬を過ごすようになった。そこで悲劇が彼らを襲った。セルゲイが8歳の誕生日を迎える直前の1865年4月、長兄で王位継承者であり、彼の名付け親でもある皇太子ニコライが軍事演出中の事故が原因でニースで亡くなった。
1870年代から、セルゲイと弟パーヴェルはロシアに戻り、そこで勉学に励んだ。家庭教師のアルセーニエフ提督は、セルゲイの言語的、芸術的、音楽的能力を奨励した。彼は多くの言語に堪能であり、ダンテの著書を原書で読むためにイタリア語を学んだという。また、彼は絵をよく描き、フルートを演奏するなど、アトリエや音楽にも親しんでおり、演技、ロシア初期の歴史、文化、伝統など多くの分野にも精通していた。読書も好きで、その過程で彼はロシアの多くの偉大な作家を知るようになり、中でもトルストイやドストエフスキーを愛読していた。
1880年から1881年にかけてイタリアを旅行した。1881年5月21日から31日にかけて、弟のパーヴェル大公、従兄弟のコンスタンチン・コンスタンチノヴィッチとともに聖地を巡礼し、パレスチナにおけるロシア・スピリチュアル宣教団の団長であったアントニン大神父（カプースチン）と親しくなった。アントニン大神父の発案で、兄のアレクサンドル3世とともに、亡き母マリア・アレクサンドロヴナ皇后を記念して、エルサレムのゲッセマネに教会を建立した。1888年にも、妻エリザヴェータとともにエルサレムを訪れ、神殿の奉献式に参加した。
1884年、従兄のヘッセン大公ルートヴィヒ4世の次女エリーザベト・アレクサンドラと結婚した。

### 軍歴
ロシアにおいて、伝統的に皇族は軍人の道を歩むのが通例であり、セルゲイも例外ではなかった。彼は当初、陸軍での軍務に無関心であり、海軍に入隊することを夢見ていたが、母親の強い希望で海軍の道を断念した。1857年4月29日の誕生日に、セルゲイはプレオブラジェンスキー近衛擲弾兵連隊の第1大隊に中尉として入隊した。1872年7月5日には大尉に、1874年1月11日には少佐に昇進し、1876年からは連隊の中隊長を務めた。このときから自らの義務感に目覚め、陸軍での軍務に感心を見せ始めた。1876年8月10日には中佐に昇進し、1877年4月28日には大佐に昇進した。
1877年から露土戦争に参加。ブルガリアのコシェボ村での偵察任務の功績により、聖ゲオルギー勲章4等を授与された。

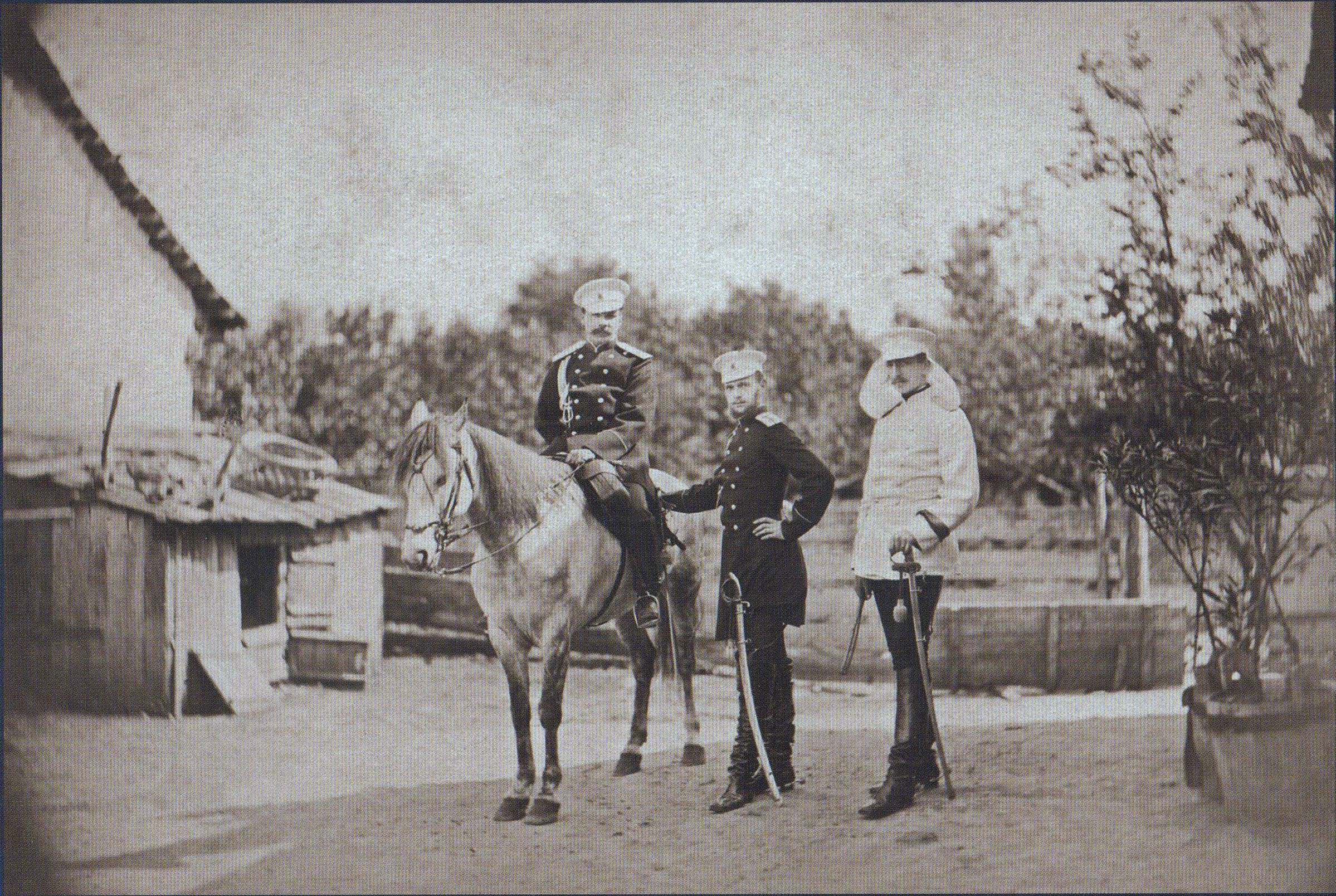
ブルガリアのポルディム村に駐屯するセルゲイ大公（右）

### モスクワ総督
1894年12月より国家評議会議員に選出される。1887年2月にプレオブラジェンスキー連隊の大隊長に就任。その後兄アレクサンドル3世の命でモスクワ総督（現在のモスクワ市長）に就任したが、このときセルゲイは、モスクワ総督就任には不本意ながら承諾したという。総督就任と同時に、1896年5月からモスクワ軍管区長となり、中将に昇進。しかし、セルゲイはプレオブラジェンスキー連隊の指揮官として留まることを望んでおり、大公夫妻はサンクトペテルブルクでの静かな生活を気に入っていた。
セルゲイの政治理念は反動的で知られ、義弟でもある甥ニコライ2世にも影響を与えており、強力な国家主義的な政治に対する兄アレクサンドル3世の譲れない信念を共有していた。モスクワでの反動政治は、内務大臣イワン・ドゥルノヴォが、職人、小商人などの社会的地位の低いユダヤ人をモスクワから追放するという皇帝指令を発表したことから始まった。モスクワのユダヤ人たちは、過越の祭りの初日である3月29日に法令の内容を知った。その後12ヶ月間にわたり、慎重に計画された3つの段階を経て、彼らはモスクワから追放された。最初に追放されたのは、未婚の者、子供のいない者、モスクワに住んで3年未満の者であり、次に追放されたのは、職見習い、4人までの子供のいる家族、モスクワに住んで6年未満の者であった。最後に追放されたのは、大家族及び多数の従業員を持つユダヤ人入植者であり、その中にはモスクワに40年間住んでいた者もいた。また、若いユダヤ人女性は、モスクワに留まりたければ売春婦になるしか道はなかった。
ユダヤ人追放の間、真夜中に騎兵コサックに家々が取り囲まれ、警官が家々を物色した。1892年1月、氷点下30度の気温の中、ブレスト駅は老若男女を問わずユダヤ人でごった返しており、彼らはボロ布をまとい、わずかな家財道具を保持していた。そのうちの何人かはロシア南部や西部に移動したが、移住を決意した者も多かった。この一連のユダヤ人追放の代償は凄まじいものであり、モスクワは貿易と生産で1億ルーブルを損失し、ユダヤ人企業に雇用されていた25,000人のロシア人が生活の糧を失い、モスクワで最も繁栄を極めた産業の一つであった絹織物の製造は壊滅に等しい状態まで追い込まれた。
セルゲイは市内に新しい寮の建設を開始するよう命じた。しかし同時に、テロ防止と革命思想の排除という国家の政策の一環として、大学の学生や教授に対して厳しい制限を課した。このため、モスクワではセルゲイは知識人の間で非常に不評であり、逆に保守的な帝政支持者の市民は彼を歓迎した。一連の抑圧策の一方、彼は在任中、一般的な生活環境を大幅に改善し、職務を遂行する上で極めて良心的であったという。彼は細部にまで気を配り、部下に任せれば簡単に済むような事柄にも、個人的に立ち会い、特に、汚職や不正に対しては、徹底した態度を見せた。プライベートでは、妻と一緒にモスクワとその周辺の田舎に見られる貧困を憂慮し、その改善策を話し合っていた。
福祉団体や慈善事業は常にセルゲイの関心を集め、彼は多くの団体の会長や後援者になった。例えば、モスクワ盲児養育協会、ホームレス・放置児・受刑青少年協会、ロシア国民健康保護協会モスクワ支部など、様々な団体の会長を務めた。さらに、モスクワ大学とサンクトペテルブルク大学、印刷業者共済基金、高齢俳優介護協会など、さまざまな組織の後援者でもあった。それ以外にも、芸術科学アカデミー、モスクワ考古学協会、農業協会、ロシア音楽協会、モスクワ歴史博物館、モスクワ神学アカデミーなどの会長も務めた。

### ホディンカの惨劇

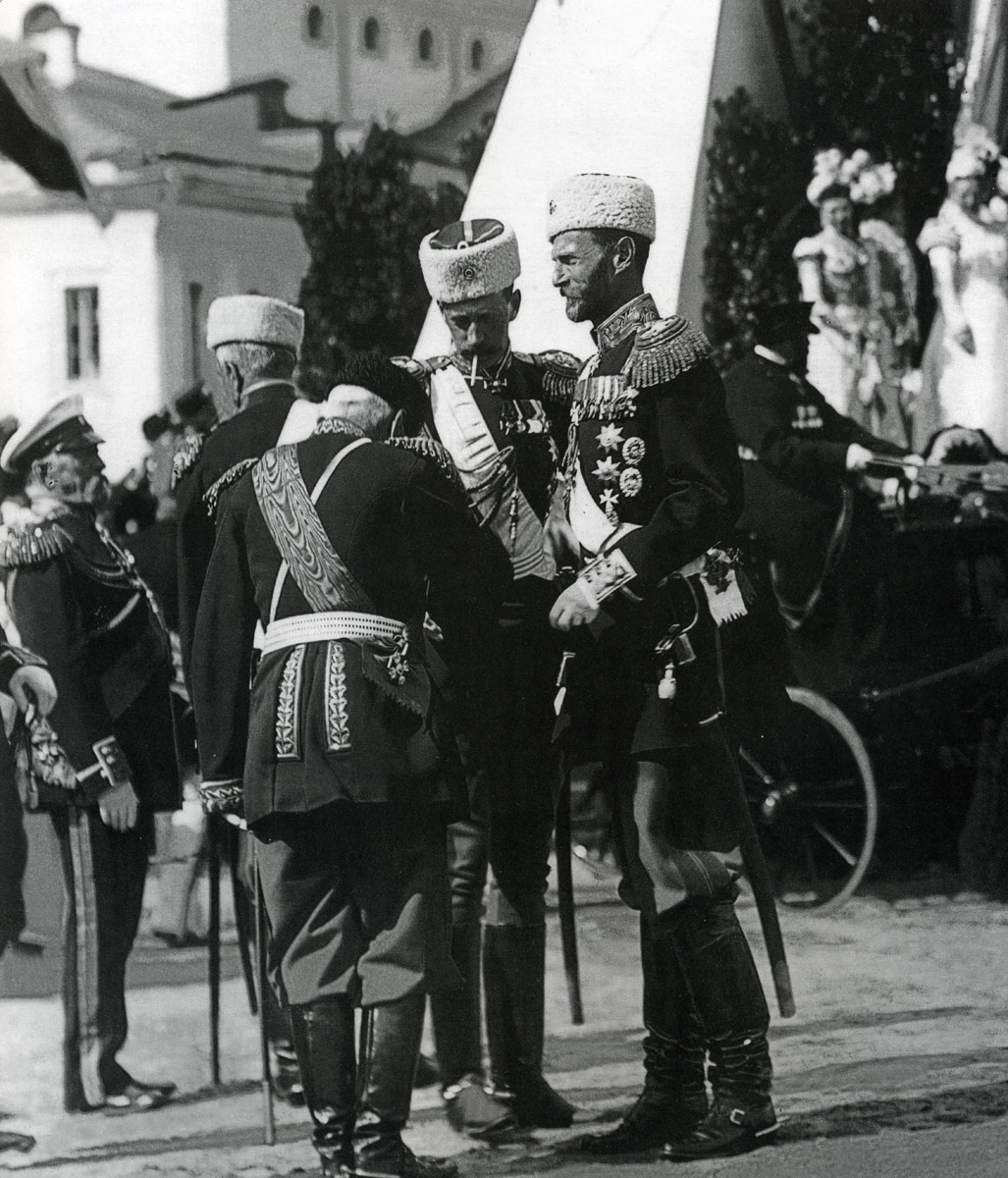
ニコライ2世の戴冠式に臨むセルゲイ大公（右）と弟のパーヴェル大公（中央の喫煙者）

1894年11月1日（ユリウス暦10月20日）アレクサンドル3世が死去し、息子のニコライ2世が皇帝に即位した。
新皇帝ニコライ2世夫妻の戴冠式は伝統に従ってモスクワで行われ、セルゲイはモスクワ総督として式の準備を監督した。その準備の一環として、彼はモスクワに電灯を導入した。祝典の終わりには慣例に従って、新しく戴冠した皇帝は、民衆に贈り物を贈ることになっている。モスクワ郊外のホディンスコエ・ポレはアレクサンドル2世の戴冠式以来、贈り物が配布された場所である。普段は軍事演習の場として使われているため、たくさんの塹壕があった。なので当初からホディンスコエ・ポレでの贈り物配布には多くの疑問が寄せられたが、セルゲイはこの計画を承認した。ロシア全土から50万人近い観衆が集まることが予想されたが、秩序を維持するために派遣されたのは、コサックの1個中隊と警察の小部隊だけであった。
1896年5月30日の早朝、ビールを積んだ荷車と、熱烈に求める土産物を眺めながら、耐久性の弱い木製のフェンスの外に群衆が集まり始めた。午前6時頃、贈り物が配られているという噂が大群衆の間を駆け巡った。突然、人々が密集し、その大群がブースの方向へ押し寄せ始めた。その結果、何百人もの男、女、子どもたちが、ドミノ倒しとなり、何が起こっているのか分からず、凹凸の地面で転んだり滑ったりして、足元で押しつぶされたり、踏みつけられたりした。騒乱の中で窒息死する者もいた。警察は何もできず、到着したコサックも大惨事を止めることはできなかった。1300人程の人が犠牲になり、その多くが無残な姿で発見された。これがホディンカの惨劇である。
セルゲイはこの件に直接関与していなかったが、先見の明がなかったとして非難され、総督としての責任を追及された。しかし彼は、悲劇の責任の一端を負うことはなく、戴冠式祝典の運営をめぐって対立していた宮廷大臣のイラリオン・ヴォロンツォフ＝ダシュコフ将軍や、モスクワ市警察長官アレクサンドル・ヴラソフスキー大佐に責任を負わせた。世論の目には、セルゲイは事件現場に行かず、少なくとも犠牲者の葬儀に姿を見せることはなかったが、彼はこの惨事を深く悲しんでいたとも伝えられている。
悲劇の後、アレクサンドル3世の従兄弟にあたる、ニコライ・ミハイロヴィチ大公とその兄弟を筆頭とするロマノフ家の多くの皇族たちは、残された祝祭を中止すべきだと考えた。 一方、セルゲイとその兄弟たちは、戴冠式のような歴史的行事を中断したり、目立った喪に服したりすべきではないと考えていた。後者の意見では、遠路はるばるやってきた観衆を失望させるべきではなく、外国の要人のために予定されていた緊密な行事を軽んじることなく進めるべきだというものだった。また、セルゲイが辞任すべきかどうかについても、ロマノフ家の間で意見が分かれた。ニコライ・ミハイロヴィチ大公とその兄弟たちはセルゲイの辞任を求めたが、セルゲイの実の兄弟であるウラジーミル大公とアレクセイ大公はセルゲイを支持し、彼がホディンカの惨事のスケープゴートにされるのであれば、公務から引退すると主張した。最終的にセルゲイは辞任を申し出たが、ヴォロンツォフ＝ダシュコフは宮廷大臣は辞任しなかった。結局、ニコライ2世は調査案を支持せず、ヴラソフスキー大佐を警察長官から解任したが、セルゲイの辞任を却下し、モスクワ総督においたままだった。

### 暗殺

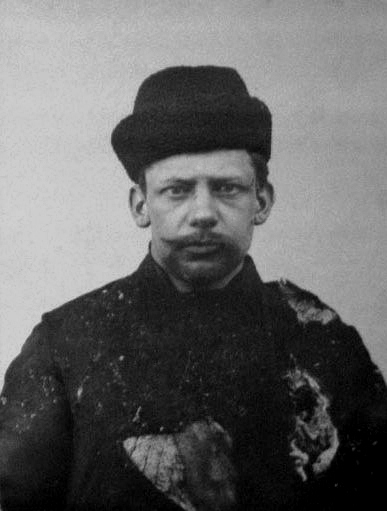
暗殺者イヴァン・カリャーエフ

1904年末には、ロシアは日露戦争で大打撃を受け、国内は混乱していた。不満とデモが増大するにつれて、秩序を維持するようセルゲイにかかる圧力も増大した。しかし、内乱は収まることなく、セルゲイはモスクワ総督を13年間勤めた後、1905年1月1日に同職を辞任し、同じく反動的なドミトリー・トレポフ将軍が後任となった。しかし、セルゲイはモスクワ軍管区司令官の地位は保持したままだった。
1905年2月15日、セルゲイ大公一家はボリショイ劇場で妻エリザヴェータの赤十字戦争慈善事業のためのコンサートに出席した。彼のルートを知っていたエスエルのテロリストで、詩人でもあったイヴァン・カリャーエフは、セルゲイの暗殺を謀った。しかし、馬車の中の子どもたちに気づき、攻撃を中止することにした。2月17日、ニコライ宮殿で妻と昼食をとった後、セルゲイは総督官邸に向けて一人で出発した。暗殺の脅威が迫っていたため、セルゲイは自身の副官アレクセイが結婚して父親であることを理由に彼の同行をみおくった。一対の馬に引かれ、御者のアンドレイ・ルディンキンが運転する馬車の到着は、新聞紙に包まれた爆弾を持ってクレムリンで待機していたテロリストを警戒させた。
14時45分前、大公の馬車はクレムリンのニコルスカヤ塔の門をくぐり、チュードフ修道院の角を曲がってセナツカヤ広場に入った。近距離から、ニコルスキー門の内側18メートルの地点で、カリャーエフは一歩前に進み、セルゲイの膝に直接爆弾を投げつけた。爆発音と共に、馬車は破壊され、セルゲイは即死した。セルゲイの身体は切断され、頭部、胸の上部、左肩と腕が吹き飛ばされ、完全に原型をとどめていなかった。そして彼の指輪がついたままの指が、近くの建物の屋上で発見された。
衝撃で馬車の馬はニコルスキー門に向かって飛び出し、前輪と馬車を引きずり、運転手のルディンキンも意識不明の大やけどを負った。彼は近くの病院に運ばれたが3日後に死亡した。カリャーエフは生き延び、直ちに逮捕され、死刑を宣告され、2ヵ月後に絞首刑に処された。エリザヴェータは爆発現場に急行し、茫然としながらも雪の中に膝をついて、セルゲイの遺体を拾い集めるのを手伝った。遺体は担架に乗せられ、軍服で覆われた。
この暗殺事件は、ロシア革命に少なからず影響を与えたといわれる。

## 人物

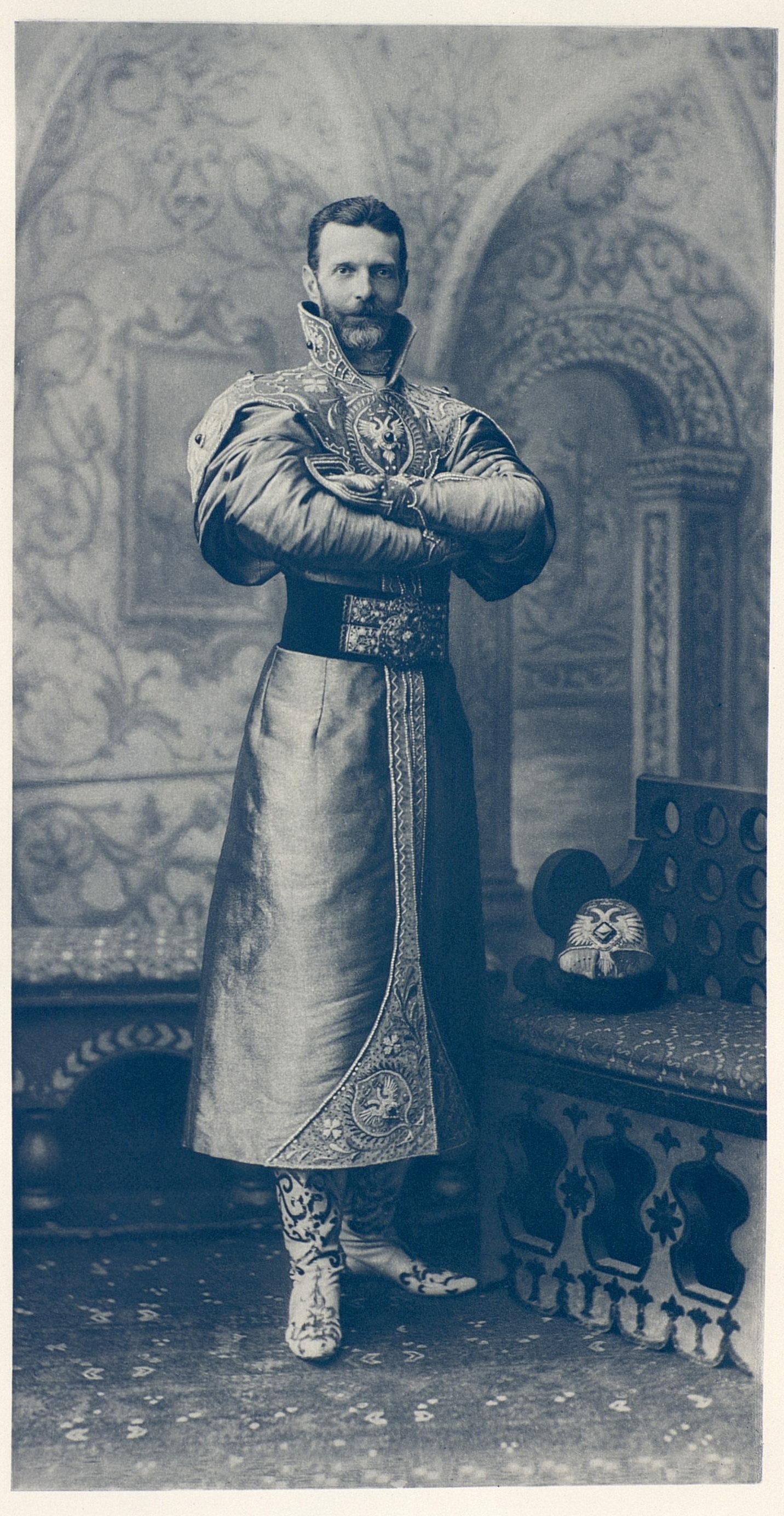
クニャージの正装を纏ったセルゲイ大公の肖像（1903年）

26歳の色白のセルゲイは控えめで知的、読書家であった。身長180センチを超える非常にスリムな体型は、プロイセン将校のようにコルセットを着用することで強調されていた。
刈り上げの髪に端正な髭を蓄えたセルゲイは、とても印象的な人物であった 。マールバラ公爵夫人のコンスエロ・ヴァンダービルトがモスクワで彼に会ったとき、彼女は彼を「私がこれまで見てきた男性の中で、最もハンサムな人物のひとり」と評した。義弟のヘッセン大公エルンスト・ルートヴィヒは、「背が高く色白で、繊細な顔立ちと美しい薄緑色の瞳を持つ」と評した。また、セルゲイは非常に自意識過剰で、常に硬い表情であったという。
骨関節結核を患っていたため、彼の健康は著しく損なわれていた。彼は自分の感情を厳格に抑えており、その控えめさをプライドと勘違いする者も多かった。
セルゲイは子供の頃、内気で勉強好きで引っ込み思案であり、控えめな性格であった。また、母の影響で彼は非常に信心深い人物であった。ファッショナブルな社交界や、そのいい加減なやり方に否定的であることを公言し、あらゆる批判に反抗した。彼は反対意見に反論する事が苦手で、すぐに感情的になってしまう。セルゲイは謎めいた性格で、きつい物言いをするため、傲慢で不愉快な人物にも見えた。もともと内気な性格なため、握手を求められると、彼は常時白い手袋をはめていた。彼は自分にも他人にも決して安らいでいるようには見えなかった。家庭においては、整理整頓、秩序、規律を求め、それに従うことを求めた。姪のルーマニア王妃マリアは彼のことを、「ドライで、神経質で、口数が少なく、せっかちで、3人の兄のような無頓着なユーモアはまったくなかった。」と語っている。

## メモ
- 大佛次郎の短編『詩人』はセルゲイ大公の暗殺事件を題材にした作品である。